# Central Fournier 1.ª Sección (El Coleto)
Central Fournier 1.ª Sección (El Coleto) es una localidad del municipio de Huimanguillo ubicado en la subregión de la Chontalpa del estado mexicano de Tabasco.

## Geografía
La localidad de Central Fournier 1.ª Sección (El Coleto) se sitúa en las coordenadas geográficas 17°52′07″N 93°55′16″O / 17.868611, -93.921111, a una elevación de 8 metros sobre el nivel del mar.

## Demografía
Según el Conteo de Población y Vivienda 2020, efectuado por el Instituto Nacional de Estadística y Geografía, la localidad de Central Fournier 1.ª Sección (El Coleto) tiene 478 habitantes, de los cuales 251 son del sexo masculino y 227 del sexo femenino. Su tasa de fecundidad es de 3.21 hijos por mujer y tiene 124 viviendas particulares habitadas.
| Gráfica de evolución demográfica de Central Fournier 1.ª Sección (El Coleto) entre 1900 y 2020 |
|                                                                                                |
| INEGI.                                                                                         |